# السكرتير العام للحزب الشيوعي السوفيتي
السكرتير العام للحزب الشيوعي السوفيتي أو الأمين العام للحزب الشيوعي السوفيتي ((روسية :Генеральный секретарь Коммунистической партии Советского Союза)) هو لقب يمنح لرئيس الحزب الشيوعي في الاتحاد السوفيتي. وعبر تاريخ الاتحاد السوفيتي كان لهذا المنصب أربع أسماء أخرى. ففي الفترة (1917-1918) عرف باسم الأمين الفني. وفي الفترة بين (1918-1919) عرف برئيس الامانة العامة. بينما عرف باسم السكرتير المسؤول خلال الفترة (1919–1922). ثم غير للمرة الرابعة إلى اسم السكرتير الأول من العام 1922 حتى 1953.
و قد قام جوزيف ستالين أثناء فترة حكمه بزيادة صلاحيات مكتب السكرتير العام فوق كل هياكل الحزب الشيوعي ومؤسسات الدولة السوفيتية.
و قد شهد العام 1919 الانطلاقة الفعلية لهذا المنصب حيث تم تأسيس منصب السكرتير الفني وأوكلت إليه المهام الإدارية المختلفة للحزب. وكان المنصب في بداياته إداريا وتاديبيا ويشرف على الأعضاء ونشاطاتهم. ولما وصل ستالين إلى سدة الحكم غير نشاط المكتب، حيث استخدم مبادئ الديمقراطية المركزية في تحويل موقع الشخص الذي يشغل المنصب من عضو عادي إلى رئيس للحزب. وبعد فترة من ذلك قام بربط رئاسة الاتحاد السوفيتي كلها بهذا المكتب.
في 1950 وفي اطار تجهيز جريجوري مالينكوف لخلافة ستالين في رئاسة الاتحاد السوفيتي، بدء ستالين الانسحاب من الأعمال الإدارية للمكتب على نحو متزايد، ووصل به الأمر إلى ترك إدارة الحزب بالكامل إلى مالينكوف، مع بقاء ستالين سكرتيرا أولا للحزب وقائدا للاتحاد السوفيتي. وفي 1952 الغى ستالين المنصب دون الانتقاص من صلاحيات شاغله. وعندما توفي ستالين في 1953، أصبح مالينكوف رئيسا للوزراء وسكرتيرا عاما للحزب الشيوعي. ولكنه اضطر إلى الاستقالة من منصبه الثاني تحت تأثير ضغوط خروتشوف الذي تولي قيادة الحزب.
و في 14 سبتمبر 1953 انتخبت اللجنة المركزية للحزب الشيوعي نيكيتا خروتشوف امينا عاما للحزب الشيوعي السوفيتي، وباعتماد مبدأ القيادة الجماعية قام خروتشوف بازالة كل معارضية في عامي 1955 و1957، ما عزز من سلطاته.
و في عام 1964 نجح أعضاء المكتب السياسي واللجنة المركزية في الحزب الشيوعي بازالة خروتشوف من منصبه. وعينوا محله ليونيد بريجنيف، فقام بريجنيف عام 1966 بإعادة تسمية مكتب السكرتير العام. وقد وضع بريجنيف بروتوكولا أجبر بواسطته خليفتاه يوري اندروبوف وقسطنطين تشيرنينكو على حكم البلاد بنفس الطريقة التي اتبعها هو محافظا من خلالها على هيبة وقوة المنصب.
و لكن وصول ميخائيل غورباتشوف إلى الحكم غير من صلاحيات هذا المنصب. فقد قام بفصل صلاحيات رئيس الاتحاد السوفيتي عن صلاحيات الأمين العام للحزب. وفي عام 1990 وبعد أن فقد الحزب الشيوعي السوفيتي قوته واحتكاره للسلطة أسس غورباتشوف مكتب رئيس الاتحاد السوفيتي. وقد وضعت قوانين لهذا المكتب بحيث لاتؤثر على منصب غورباتشوف الثاني كأمين عام للحزب. وبعد فشل انقلاب اغسطس 1991 استقال غورباتشوف رسميا من الامانة العامة للحزب. فخلفه نائبة فلاديمير ايفايشكو لمدة خمسة أيام فقط. فبنهاية اليوم الخامس اصدر رئيس روسيا الاتحادية بوريس يلتسن قرارا بحظر نشاط الحزب الشيوعي السوفيتي

## شاغلو منصب السكرتير العام
- 1922-1917: فلاديمير لينين
- 1923–1953: جوزيف ستالين
- 1953–1964: نيكيتا خروشوف
- 1964–1982: ليونيد بريجنيف
- 1982–1984: يوري أندروبوف
- 1984–1985: قسطنطين تشيرنينكو
- 1985–1991: ميخائيل غورباتشوف
  - 1991–1991: فلاديمير إيفاشكو لمدة الشهرة والأسبوع واليوم واحد فقط.:

## راجع أيضا
- الحزب الشيوعي السوفيتي

## المصدر
السكرتير العام للحزب الشيوعي السوفيتي